# Soniaczne (obwód żytomierski)
Soniaczne (ukr. Сонячне) – wieś na Ukrainie, w obwodzie żytomierskim, w rejonie żytomierskim, w hromadzie Olijiwka. W 2001 liczyła 541 mieszkańców, spośród których 533 wskazało jako ojczysty język ukraiński, a 8 rosyjski.